# SMS Tegetthoff (1912)
«Тегетгоф» (англ. SMS Tegetthoff) — корабль Австро-Венгерской империи, дредноут типа «Вирибус Унитис». Создавался для противодействия итальянским линкорам на Адриатике.

## Название корабля
Назван в честь адмирала Вильгельма фон Тегетгоффа (немецкое написание — Wilhelm von Tegetthoff), австрийского адмирала XIX века,
одержавшего победу над итальянским флотом в битве при Лиссе.

### Другие корабли с тем же названием
- Полярная научно-исследовательская парусно-моторная шхуна «Адмирал Тегетгофф» (нем. Admiral Tegetthoff)[1] (1872 год постройки). В 1873 году в ходе экспедиции под руководством Карла Вейпрехта и Юлиуса Пайера на этом судне была открыта Земля Франца-Иосифа. Мыс на этом острове, увиденный первым, был назван Мыс Тегетгофф.
- Казематный броненосец «Тегетгофф» (1878 год постройки). Был переименован в «Марс» в 1912 году.

## Строительство
5 октября 1908 года австро-венгерский Военно-морской департамент выдал проектные спецификации на новый линкор компании «Стабилименто Текнико Триестино» (СТТ) — основному частному подрядчику флота, а в декабре того же года был объявлен конкурс на лучший проект. В то время компания CTT была достаточно мощным и хорошо организованным предприятием с собственной инженерно-технической базой. Его проектный отдел под руководством ведущего специалиста по военному кораблестроению страны — Вячеслава Зигфрида Поппера — объединял лучших австрийских инженеров-кораблестроителей.
«Тегетгоф» был построен на верфи Stabilimento Tecnico Triestino в Триесте в рамках первой и единственной австро-венгерской программы строительства дредноутов. Корабль был заложен 24 сентября 1910 года, спущен на воду 21 марта 1912 года. Ввод в строй состоялся 14 июля 1913 года.

## Служба
До начала войны «Тегетгоф» был включён в состав 1-й Морской дивизии австро-венгерского флота.
В канун начала Первой мировой войны «Тегетгоф» вместе с линкорами «Вирибус Унитис» и «Принц Ойген» были отправлены для обеспечения перехода к берегам Турции кораблей «Гёбен» и «Бреслау». После успешного прорыва немецких кораблей флот вернулся в базы.
В мае 1915 года «Тегетгоф» под командованием вице-адмирала М. Ньегована участвовал в бомбардировке итальянского города Анкона.
15 декабря 1916 года корабль посетил император Карл I.
12 декабря 1917 года корабль посетил немецкий кайзер Вильгельм II.
9 июня 1918 года по приказу нового командующего австрийского флота Миклоша Хорти «Тегетгоф» и «Сент-Иштван», в охранении эсминца и шести миноносцев, вышли из порта Пула. Им предстояло осуществить снятие морской блокады пролива Отранто Адриатического моря между итальянским Бриндизи и греческим Корфу, чтобы немецкие и австро-венгерские подводные лодки и корабли могли свободно проходить этот пролив. Так как готовилась наступательная операция сухопутных войск в Италии, чтобы выбить войска Антанты с полуострова и восстановить контроль над территорией, то корабли должны поддерживать наступление огнём своих орудий с морского фланга и парализовать обороноспособность армии Италии. Подводные лодки должны были вести борьбу против надводных кораблей и судов противника.

В этой операции должен был принять участие весь флот, поскольку было совершенно ясно, что после 15 мая 1917 года противник бросит в бой свои броненосные крейсера для того, чтобы хотя бы перехватить наши силы на отходе. Я считал, что наш флот будет способен окружить и уничтожить их.
— Из мемуаров Миклоша Хорти
10 июня, примерно в 3:15 ночи группа из двух итальянских катеров — MAS 15 (командир Армандо Гори) и MAS 21 (командир Джузеппе Аонцо) — под командованием Луижди Риццо обнаружила австро-венгерские корабли, шедшие на юг. Набрав ход и незаметно пройдя мимо миноносцев охранения, в 3:25 MAS 15 выпустил с дистанции около 800 метров две 450-мм торпеды по линкору «Сент-Иштван», который в 3:30 после попадания дал крен в 10° на правый борт. Торпеды, выпущенные с MAS 21 по линкору «Тегетгоф», прошли мимо. После атаки итальянские катера ушли, сбросив все глубинные бомбы под форштевень преследующего их миноносца № 76. Предполагая, что рядом могут находиться подводные лодки, «Тегетгоф» пошёл зигзагом, открыв безуспешный огонь из противоминной артиллерии. В 4:45 «Тегетгоф» попытался взять «Сент-Иштван» на буксир для буксировки в залив Бргульджи. Но эта попытка не удалась, корабль продолжал тонуть. Затем последовал приказ оставить корабль, и через несколько минут после 6:00 утра «Сент-Иштван» опрокинулся и затонул. 22 июля 1918 года Луиджи Риццо за эту победу был удостоен золотой медали и рыцарского креста Военного ордена, а после войны катер MAS 15 был выставлен для всеобщего обозрения в римском «Мусео ди Рисорджименто», где он находится до сих пор. 10 июня отмечается в Италии как Праздник Военно-морского флота.
Адмирал Хорти вскоре отменил операцию, предполагая, что она уже не является секретом для итальянцев. Все корабли получили приказы вернуться в свои базы. Это была последняя военная операция для «Тегетгоф», и он провёл остаток своей службы в базе Пула. Затем, по условиям Версальского мирного договора корабль был передан Италии и перешёл в Венецию, где показывался как военный трофей. По иронии судьбы, корабль с именем адмирала попал в распоряжение страны, которую он в своё время победил.
С 1924 года по 1925 год корабль был продан на слом в городе Ла-Специя.

## Наследие
- Орудия главного калибра были выставлены на всеобщее обозрение в городе Бриндизи, около памятника «Маринер».
- Корабельный колокол хранилась до 1942 года в итальянском городе Ла-Специя, позже, 22 ноября 1942 года её передали немецкому крейсеру «Принц Ойген». В 1973 году колокол был официально возвращён Австрии, и 23 июля 1973 года она была передана от военного командования Штирии морскому обществу Граца для сохранения.
- Один из якорей находится у входа в Военно-морской исторический музей в Венеции. Второй якорь украшает вход морского министерства в Риме со стороны Тибра. Третий якорь находится в Monumento al Marinaio d’Italia в Бриндизи.
- Пока корабль находился в Италии, он был снят для фильма Eroi di nostri mari, который описывает потопление «Сент-Иштван».
- В 2008 году о гибели «Сент-Иштван» был снят новый документальный фильм режиссёра Марии Магдалены Коллер. На немецком языке фильм называется Tod im Morgengrauen — Der Untergang der Szent István, что можно перевести как Смерть на рассвете — гибель «Святого Иштвана».